# Jerome es el nuevo negro
Jerome is the New Black (titulado Jerome es en nuevo negro en Hispanoamérica y España) es el séptimo episodio de la octava temporada de la serie Padre de Familia. Fue emitido el 27 de noviembre de 2009 en FOX. La trama se centra en Peter, Joe y Quagmire que buscan a un cuarto amigo que sustituya a Cleveland, quien se ha mudado a Stoolbend, Virginia, en su spinoff The Cleveland Show.

## Argumento
Mientras están en la Almeja Borracha, Joe dice no soportar ver el espacio vacío de Cleveland en el bar, por lo que se ponen en marcha para buscar una nueva persona para el grupo. Al no encontrarla, Brian ofrece a Peter ser su nuevo amigo, a lo que Peter le contesta que no puede ser, ya que Quagmire lo odia.
De vuelta en la Almeja, Peter le dice a sus amigos que la persona a la que han de buscar tiene que ser negra. Horace los interrumpe para preguntarles si participarán en el concurso de dardos, ellos contestan que no, al ser tres. De fondo, una persona pregunta si hace falta una nueva persona para el grupo, es un negro, Jerome. Al verlo, Peter comunica a sus amigos que ya tienen negro.
Jerome acerca a Peter a su casa y le invita a entrar y presentarle a Lois, al entrar en la casa, Lois reconoce a Jerome enseguida, y le revela a Peter que ellos fueron novios en la juventud.
Jerome le pregunta a Lois si desea salir a tomar algo, Peter empieza a ponerse celoso y le pregunta a Lois que sino va a ir, ella le contesta que Jerome y ella solo son amigos y que deje de preocuparse. En el bar, Peter le dice a sus amigos que no se fía de Jerome, a lo que ellos le contestan de que Jerome es el mejor amigo que han conocido desde que se fue Cleveland.
Al no haber tenido el éxito que esperaba, Peter se emborracha para volver a su casa, aunque antes pasa por casa de Jerome, cuando está delante de esta, le tira una botella de cerveza, provocando un incendio.
Al día siguiente, Peter descubre a Jerome en su casa, y Lois le comunica que Jerome se quedará en la casa durante un tiempo. Peter no puede soportar los celos de Jerome por Lois y lo termina echando de casa. Lois y Peter empiezan a discutir, y Lois le enseña a Peter un regalo que Jerome le hizo para Peter. Este se arrepiente y va a buscar a Jerome en la Almeja. 
Allí, Peter le perdona y le dice que tenía miedo de que Lois le pusiera los cuernos con él. Jerome lo perdona, pero le comunica que cuando vivía con ellos, tuvo sexo anal con Meg. Peter le contesta que no le importa.
En la subtrama, Brian descubre por Peter que Quagmire le odia, por ello decide intentar hablar con él. Brian espera a que Quagmire vaya a ver su correo, cuando este sale, no le contesta nada a Brian, por lo que decide hacerse pasar por una antigua novia suya para quedar con él.
Cuando Quagmire entra en la limusina que lo espera fuera de su casa, descubre dentro a Brian, quien le comunica que ha planeado una noche genial para los dos. En el restaurante, Brian le pregunta a Quagmire por qué lo odia, y este enumera las razones por las que lo odia, desde su ingratitud con Peter, hasta que considera a Brian un "alcohólico triste y aburrido".
Durante los créditos, Brian vuelve a casa, habiendo llorado por el camino, Stewie, en un extraño gesto de amabilidad, le ofrece a Brian dormir en su habitación. Cuando Stewie apaga la luz, Brian se tira un pedo, disgustando a Stewie.
- Datos: Q4041830